# Королівський Музей Саскачевану
Королівський Музей Саскачевану (англ. Royal Saskatchewan Museum) — канадський природознавчий музей, який знаходиться в місті Реджайна, що в Саскачевані.
Заснований у 1906 році він є найстарішим музеєм провінції, створений для захисту та збереження природничих зразків та об’єктів, що представляють історичний та етнологічний інтерес. Музей отримав королівський патронат від королеви Єлизавети II і був перейменований на Королівський в 1993 році.

## Вміст
В 1912 році колекція музею була знищена циклоном "Реджайна". В 1990 році музей знову постраждав, коли в "Галереї Перших Націй", яка тоді будувалася сталася пожежа. Після пожежі музей ще був закритий на чотири місяці через дим і забруднення.

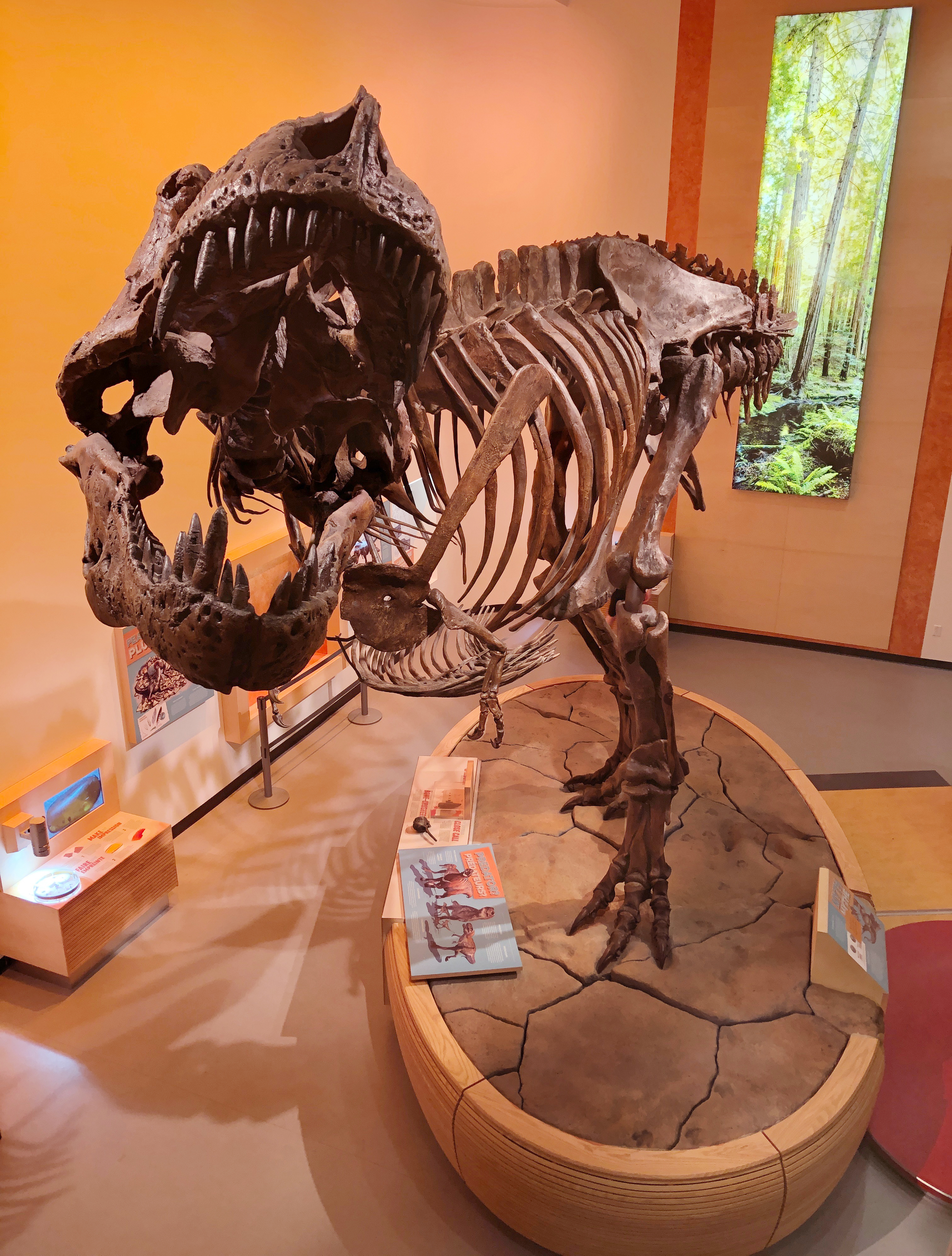
RSM P2523.8 "Скотті"

Проте все ж музей має велику колекцію 3,5 мільйона артефактів з них 3 мільйона археологічних артефактів, 250,000  комах, 37,500 скам'янілих решток, 10,000 птахів, 6,500 рослин, 4,000 павукоподібних, 3,700 ссавців, 500 рептилій і 300 риб.

### Галерея Земних Наук
Галерея Земних Наук описує геологічні і мінеральні речовини, а також органічні речовини, які утворювали живі організми протягом 2 міль'ярдів років.

### Галерея CN T. Rex
Галерея CN T. Rex описує вимерлих тварин і рослин. Там також знаходиться найбільший екземпляр Тиранозавра - RSM P2523.8 "Скотті", який був знайдений в формації Френчман в 1991 році, і очищався від твердого пісковику до 2019 року.

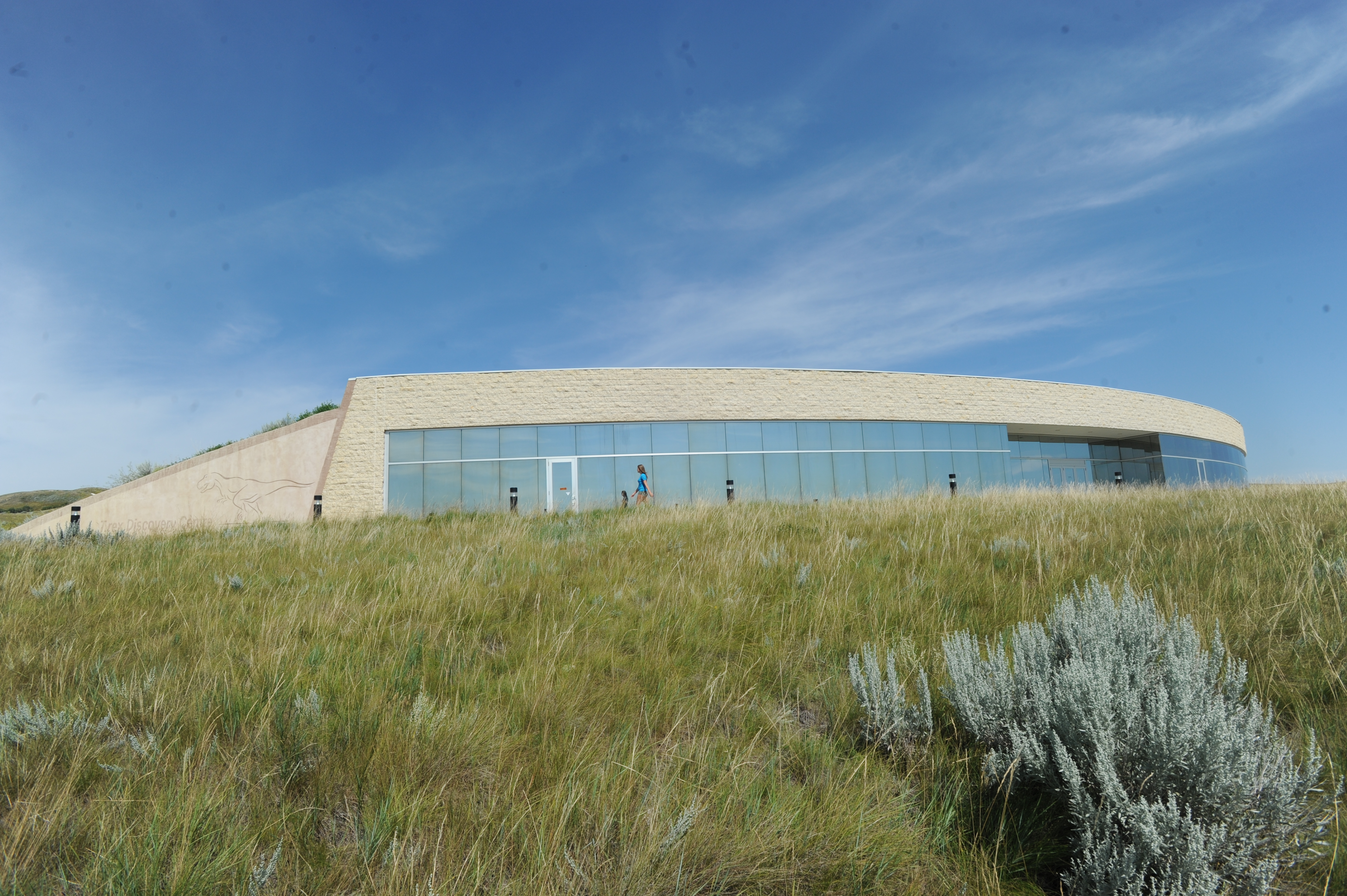
Дослідницький Центр T. Rex

### Галерея Перших Націй
Відкрита в 2001 році, галерея описує, взаємопов'язані форми життя. Шістнадцять детальних діорам у натуральну величину ілюструють екорегіони та пори року Саскачевану.

## Дослідницький Центр T. Rex
В 2013 році Музей розвернув діяльність в Дослідницькому Центрі T. Rex, розташованому в Істенді. В будівлі зберігається багато скам'янілостей Мезозойської і Кайнозойської ери, знайдених в Саскачевані, в долині річки Френчман.

## Зовнішні посилання
Вікісховище має мультимедійні дані за темою: Королівський Музей Саскачевану